# Privolzsszkij (Mariföld)
Privolzsszkij (oroszul: Приволжский) városi jellegű település Oroszországban, Mariföldön, a Volzsszki járásban.
Lakossága: 4159 fő (a 2010. évi népszámláláskor).
Mariföld déli részén, a Volga parti Volzsszktól 17 km-re északra fekszik. A településtől 2 km-re vezet a Joskar-Olát Volzsszkkal összekötő R-175 (oroszul: P-175) jelű országút. Vasútállomás (Pomari) a Zelenodolszk (Zeljonij Dol)–Joskar-Ola–Tabasino–Jaranszk vasútvonalon. 
Története összefonódott a vasútállomás keletkezésével. Az állomás a közeli Pomari faluról kapta nevét.

## Története
A Zelenodolszk–Joskar-Ola (akkori nevén: Krasznokoksajszk) vasútvonal építését 1921 végén határozták el és 1923-ban el is kezdték, de hamarosan leállították. 1925 nyarán újra megindult az építkezés, és Pomari vasútállomáson 1927 őszén átgördült az első személyvonat. A vasút közelsége miatt a szomszédos Jalcsik falu lakói is átköltöztek az állomás mellé. 1931-ben kolhoz alakult. 
A település mellett 1970-ben nagy baromfitenyésztő telep épült, 1978-ban pedig szintén nagy teljesítményű takarmánygyártó üzemet kezdtek építeni (1985 elején adták át). Az állomás környékén a lakók száma egyre nőtt. Privozsszkij települést az állomás és a baromfitelep egyesítésével alapították 1980-ban. 
Mezőgazdasági és élelmiszeripari vállalatai a közeli ipari város ellátása miatt is jelentősek, mellyel közvetlen szállítási útvonalak (közút, autóbuszjáratok, vasút) köti össze. 